# Imrich Oravecz
Imrich Oravecz (* 15. dubna 1951) byl československý politik Komunistické strany Slovenska ze Slovenska, maďarské národnosti a poslanec Sněmovny národů Federálního shromáždění za normalizace.

## Biografie
K roku 1981 se profesně uvádí jako samostatný výzkumný pracovník. Ve volbách roku 1981 zasedl do slovenské části Sněmovny národů (volební obvod č. 96 – Nové Zámky, Západoslovenský kraj). Ve Federálním shromáždění setrval do konce funkčního období, tedy do voleb roku 1986.